# Arnoglossus imperialis
Arnoglossus imperialis es una especie de pez de la familia Bothidae en el orden de los Pleuronectiformes.

## Morfología
Pueden llegar alcanzar los 25 cm de longitud total.

## Distribución geográfica
Se encuentra desde las costas de Escocia hasta Namibia. También en el Mediterráneo Occidental.